# Prieuré de la nonne Appleton
 (novembre 2022).
Le contenu est difficilement compréhensible vu les erreurs de traduction, qui sont peut-être dues à l'utilisation d'un logiciel de traduction automatique.
 (novembre 2022).
La mise en forme du texte ne suit pas les recommandations de Wikipédia : il faut le « wikifier ».
Les points d'amélioration suivants sont les cas les plus fréquents. Le détail des points à revoir est peut-être précisé sur la page de discussion.
- Les titres sont pré-formatés par le logiciel. Ils ne sont ni en capitales, ni en gras.
- Le texte ne doit pas être écrit en capitales (les noms de famille non plus), ni en gras, ni en italique, ni en « petit »…
- Le gras n'est utilisé que pour surligner le titre de l'article dans l'introduction, une seule fois.
- L'italique est rarement utilisé : mots en langue étrangère, titres d'œuvres, noms de bateaux, etc.
- Les citations ne sont pas en italique mais en corps de texte normal. Elles sont entourées par des guillemets français : « et ».
- Les listes à puces sont à éviter, des paragraphes rédigés étant largement préférés. Les tableaux sont à réserver à la présentation de données structurées (résultats, etc.).
- Les appels de note de bas de page (petits chiffres en exposant, introduits par l'outil «  Source ») sont à placer entre la fin de phrase et le point final[comme ça].
- Les liens internes (vers d'autres articles de Wikipédia) sont à choisir avec parcimonie. Créez des liens vers des articles approfondissant le sujet. Les termes génériques sans rapport avec le sujet sont à éviter, ainsi que les répétitions de liens vers un même terme.
- Les liens externes sont à placer uniquement dans une section « Liens externes », à la fin de l'article. Ces liens sont à choisir avec parcimonie suivant les règles définies. Si un lien sert de source à l'article, son insertion dans le texte est à faire par les notes de bas de page.
- La présentation des références doit suivre les conventions bibliographiques. Il est recommandé d'utiliser les modèles {{Ouvrage}}, {{Chapitre}}, {{Article}}, {{Lien web}} et/ou {{Bibliographie}}. Le mode d'édition visuel peut mettre en forme automatiquement les références.
- Insérer une infobox (cadre d'informations à droite) n'est pas obligatoire pour parachever la mise en page.

Pour une aide détaillée, merci de consulter Aide:Wikification.
Si vous pensez que ces points ont été résolus, vous pouvez retirer ce bandeau et améliorer la mise en forme d'un autre article.
Le Prieuré de la nonne Appleton est un prieuré fondé par Eustache de Merch et sa femme. Il est situé non loin d'Appleton Roebuck, dans le comté du Yorkshire.

## Histoire

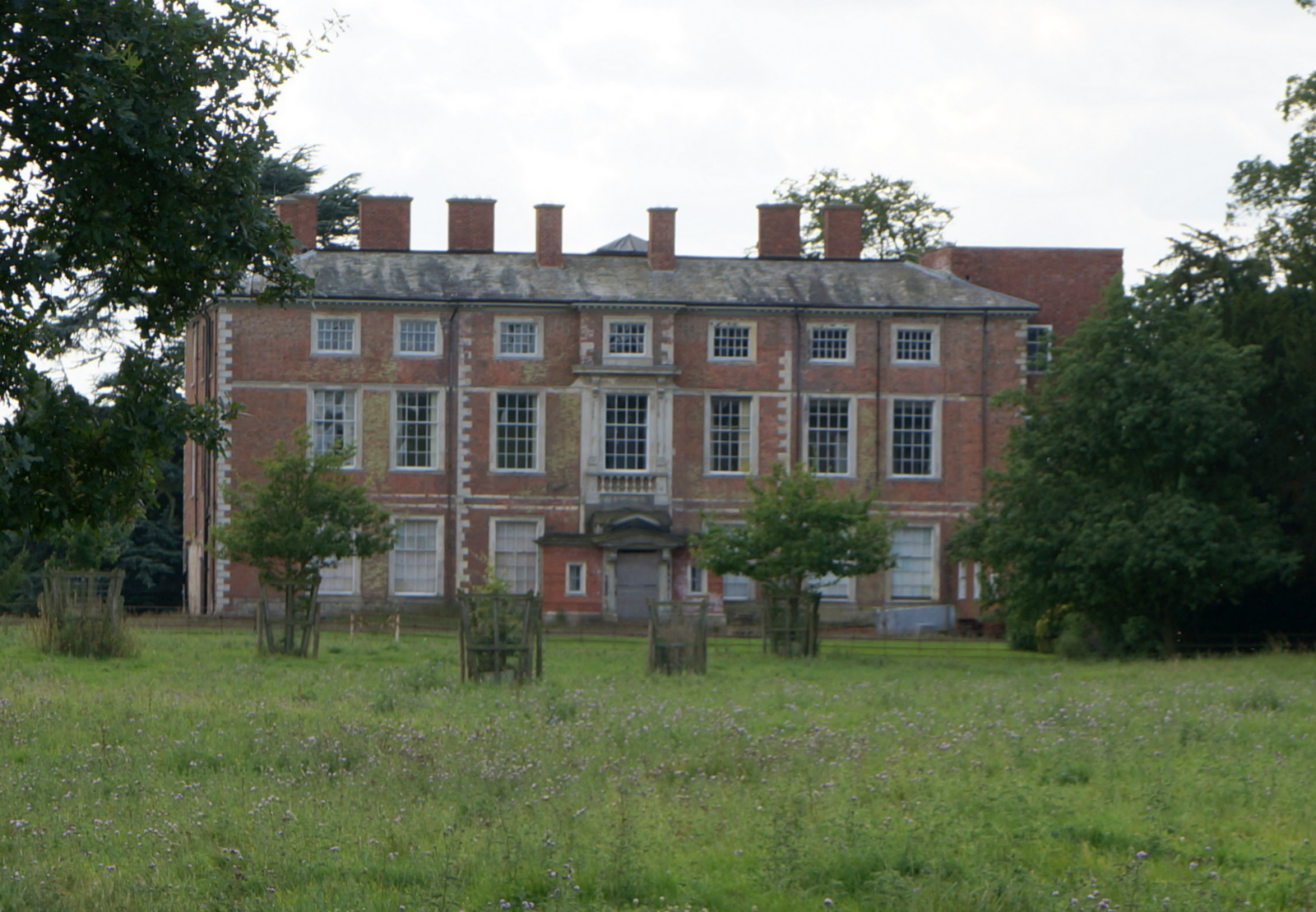
Nun Appleton Hall, 2014

Nun Appleton a été était le domaine de campagne de West Riding of Yorkshire de la famille Fairfax.
La salle elle-même est construite en brique rouge-orange avec des pansements en pierre de taille[pas clair] et un toit en ardoise galloise sur trois étages sur un plan d'étage rectangulaire. Il est classé grade II[pas clair] et s'étend aujourd'hui sur quelque 200 ha de parc.
Le domaine a été acquis par The 1st Lord Fairfax of Cameron, un Yorkshireman avec une Scottish peerage, à la suite de la Dissolution de les monastères, dont il est descendu jusqu'à Le 3e Lord Fairfax de Cameron, le célèbre commandant de la guerre civile anglaise, qui a construit la salle actuelle à la fin des années 1600. À son époque (vers 1651), le domaine fut l'inspiration du Upon Appleton House de Andrew Marvell, un important poème de maison de campagne[Quoi ?]. Marvell était le tuteur de la fille de Thomas Fairfax, Mary.
Après la mort de Mary (qui avait épousé The 2nd Duke of Buckingham) en 1704, le domaine a finalement été vendu vers 1711 à l'échevin William Milner de Leeds qui a effectué de nombreuses modifications à la maison.
Son fils William a été créé le 1st Milner Baronnet, de Nun Appleton Hall dans le comté de York[style à revoir], en 1717 et a ensuite été député de York. Le domaine est ensuite descendu dans la famille Milner jusqu'en 1875, lorsque le propriétaire du domaine, Sir William Mordaunt Milner, 6e baronnet, était plus intéressé par le jeu que par son entretien. En 1877, il avait été loué à William Beckett-Denison, un riche banquier de Leeds. Après la mort de Sir William Milner au Caire en 1881, son frère Frederick hérita du domaine et épousa en 1882 Adeline, fille aînée de William Beckett-Denison. Après la mort horrible de William Beckett en 1890, la salle et le domaine ont été vendus à Angus Holden, un ancien M.P. (créé plus tard Baron Holden) , un fabricant de laine de Bradford, dont la propriété fut quelque peu brève puisqu'il mourut en 1912.
La salle était maintenant vide et de nombreuses fermes en fermage ont été vendues. Le domaine a été mis aux enchères en 1914 et à nouveau en 1917 et finalement acquis par une société privée qui a abattu de nombreux arbres mais en 1919, il était en liquidation. Il a été acheté en 1920 par Sir Benjamin Dawson, 1st Baronnet, un autre fabricant de textile de Bradford, qui était High Sheriff of Yorkshire pour 1951–52. Pendant la Seconde Guerre mondiale, la salle a été reprise par le London Maternity Hospital. Lorsque le bloc stable a accidentellement brûlé, il a ensuite été rénové en théâtre et mis à la disposition de la communauté locale.
La propriété a été achetée au dernier occupant, la fille de Sir Benjamin, Joan Dawson, pour 1,2 million de livres sterling dans les années 1980 par Humphrey Smith de la famille de brasseurs Samuel Smith. La maison est maintenant clôturée, vide, inutilisée et en détérioration.
Nun Appleton Priory a joué un rôle important dans la carrière du jeune compositeur William Baines (1899-1922). Il s'est lié d'amitié avec les Dawsons en 1921 et s'est inspiré de la maison et de son terrain pour écrire plusieurs de ses pièces "nature" pour piano, notamment "Twilight Woods" et "Glancing Sunlight".